# Vienenburg
Vienenburg è una frazione (Ortsteil) della città tedesca di Goslar, in Bassa Sassonia, Germania.

## Geografia
Il distretto di Vienenburg è situato sulle rive dell'Oker, nelle propaggini settentrionali dello Harz, a nord-est del centro di Goslar.
Vienenburg è raggiungibile tramite la Bundesautobahn 36 e la Bundesstraße 241. La stazione ferroviaria sulla linea da Braunschweig a Bad Harzburg fu inaugurata nel 1841 ed è una delle più antiche stazioni rimaste in Germania.

## Storia

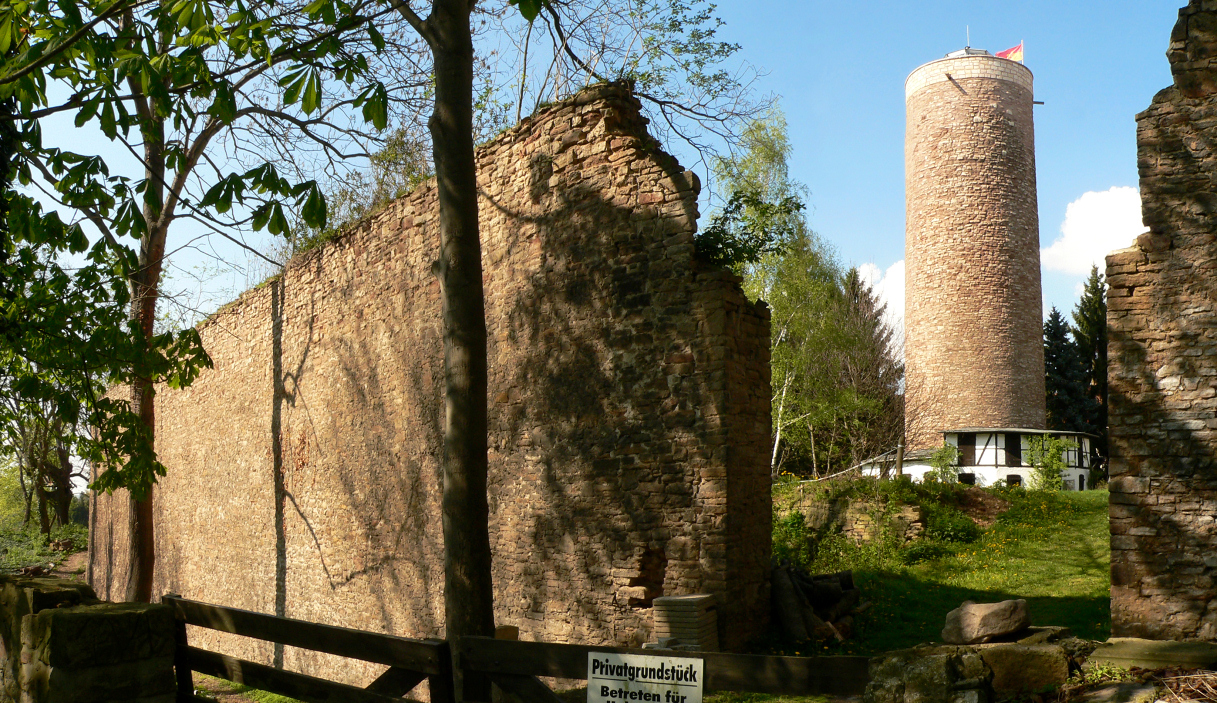
Rovine del castello di Vienenburg

Nel 1174, nella frazione di Wöltingerode fu fondato un monastero benedettino, che presto divenne un convento cistercense, confermato dall'imperatore Federico Barbarossa nel 1188. Papa Onorio III confermò la proprietà dell'abbazia con atto del 3 ottobre 1216.
All'inizio del XIII secolo, l'imperatore Ottone IV fece costruire una fortezza sulla collina di Harly, a nord. Da lì le sue truppe controllavano il percorso verso la città di Goslar, i cui cittadini si erano schierati con il suo avversario Filippo di Svevia. In seguito, la fortezza passò ai suoi discendenti del Casato di Brunswick; nel 1291 fu presa d'assalto e distrutta dalle forze del Vescovato di Hildesheim.
Poco dopo, su iniziativa dei conti di Wernigerode, fu costruito un nuovo castello a monte di Vienenburg. Il luogo viene menzionato per la prima volta in un atto del 1304. I conti vendettero la fortezza ai vescovi di Hildesheim nel 1367.
La tenuta fu conquistata dalle forze del duca Enrico II di Brunswick-Wolfenbüttel durante la sua disputa con il vescovato di Hildesheim nel 1523. Durante la Guerra dei Trent'anni, nel 1627, il Generalissimo Albrecht von Wallenstein utilizzò il castello come base. Infine, Vienenburg fu restituita a Hildesheim nel 1643. Dopo il Congresso di Vienna, la città divenne parte del Regno di Hannover e successivamente della Provincia di Hannover all'interno del Regno di Prussia.
La città di Vienenburg venne aggregata alla città di Goslar il 1º gennaio 2014, divenendone una frazione.

## Luoghi d'interesse
- Abbazia di Wöltingerode

## Gemellaggi
- Forres, Scozia, Regno Unito